# Grupa funkcyjna
Grupa funkcyjna – rodzaj podstawnika w związku organicznym, który zmienia jego właściwości chemiczne i decyduje o sposobie jego reagowania w danej reakcji i stanowiący podstawę klasyfikacji związku.
Cząsteczki zawierające określoną grupę funkcyjną reagują w podobny sposób w danych reakcjach chemicznych (reaktywność tę mogą jednak zmieniać inne grupy funkcyjne, zwłaszcza znajdujące się w bliskim sąsiedztwie grupy analizowanej). Znając ogólne zasady, według których reagują dane grupy funkcyjne, można przewidzieć własności związków je zawierających.
Wybrane grupy funkcyjne:
- grupa karbonylowa (>C=O); zawierają ją inne grupy funkcyjne, np.:
  - grupa acylowa (−C(O)R)
    - gdy R = CH
3: grupa acetylowa (−C(O)CH
3, −Ac)
    - gdy R = Ph: grupa benzoilowa (−C(O)Ph, −Bz)

  - grupa ketonowa (R
2C=O), charakterystyczna dla ketonów
  - grupa aldehydowa (−CHO), charakterystyczna dla aldehydów
  - grupa karboksylowa (−COOH), charakterystyczna dla kwasów karboksylowych
  - grupa estrowa (−COOR), charakterystyczna dla estrów
- grupa iminowa (−C=N−R; pochodna grupy karbonylowej), charakterystyczna dla imin
- grupy alifatyczne
  - grupa alkilowa (−R), np. metylowa (−CH
3, −Me), etylowa (−CH
2CH
3, −Et) itd.
  - grupa metylenowa (metanodiylowa, −CH
2−)
  - grupa etylenowa (−CH
2−CH
2−)
  - grupa winylowa, etenylowa (−HC=CH
2)
  - grupa metinowa (≡CH)
- grupa benzylowa (−CH
3Ph)
- grupy aromatyczne
  - grupa arylowa (−Ar)
  - grupa fenylowa (−Ph)
  - grupa fenylenowa (−C
6H
4−)
- grupy funkcyjne przyłączone poprzez heteroatom
  - grupa halogenowa (−X)
  - grupa hydroksylowa (−OH), charakterystyczna dla alkoholi i fenoli
  - grupa alkoksylowa (−OR), charakterystyczna dla eterów
  - grupa tiolowa (merkaptanowa) (−SH), charakterystyczna dla tioli
  - grupa sulfidowa (−SR), charakterystyczna dla sulfidów (tioeterów)
  - grupa aminowa (−NH
2, −NHR, −NR
2), charakterystyczna dla amin
  - grupa azowa (−N=N−), charakterystyczna dla azozwiązków
  - grupa cyjanianowa (−O−C≡N)
  - grupa izocyjanianowa (−N=C=O)
  - grupa nitrowa (−NO
2), charakterystyczna dla nitrozwiązków
- grupa amidowa (X−NR1
R2
, gdzie X = reszta kwasowa), charakterystyczna dla amidów
  - grupa peptydowa (R−C(=O)−NR1
R2
), charakterystyczna dla peptydów i białek